# Lahnquelle
Koordinaten: 50° 53′ 32,4″ N, 8° 14′ 31″ O

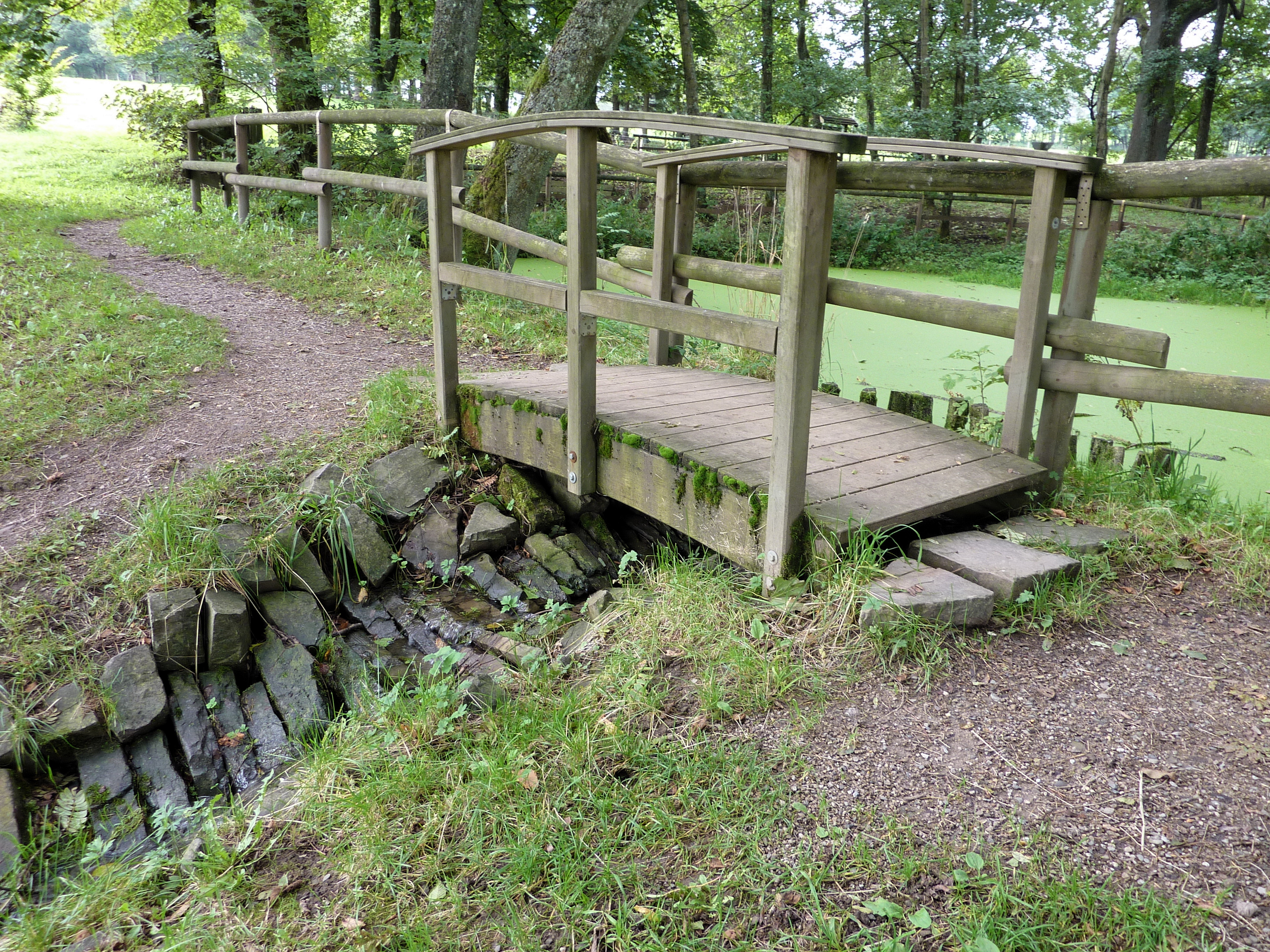
Abfluss der Lahnquelle, am rechten Bildrand der Lahntopf (2010)

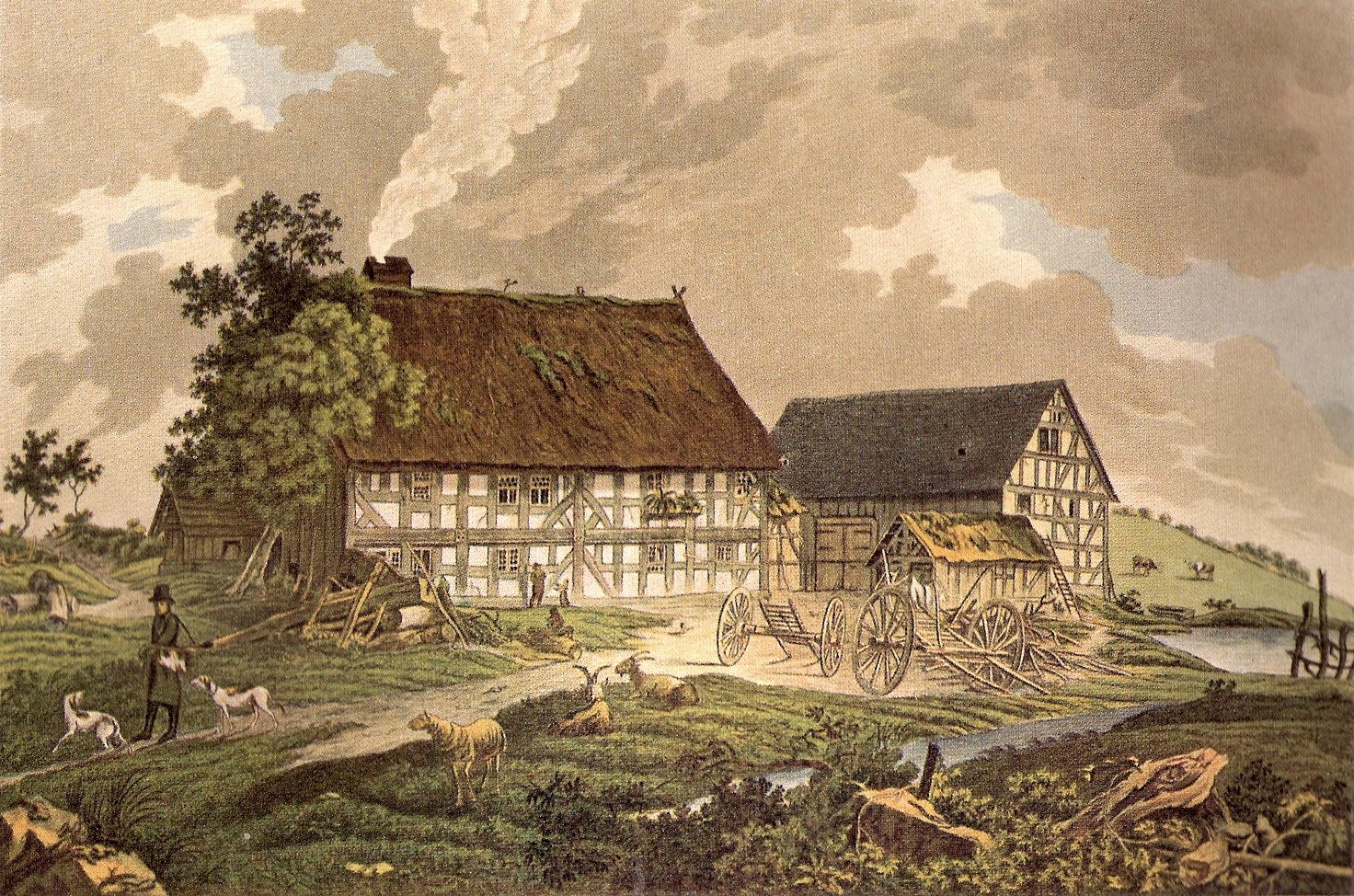
Altes Gemälde vom Lahnhof, mit Lahntopf (Anfang 19. Jh.)

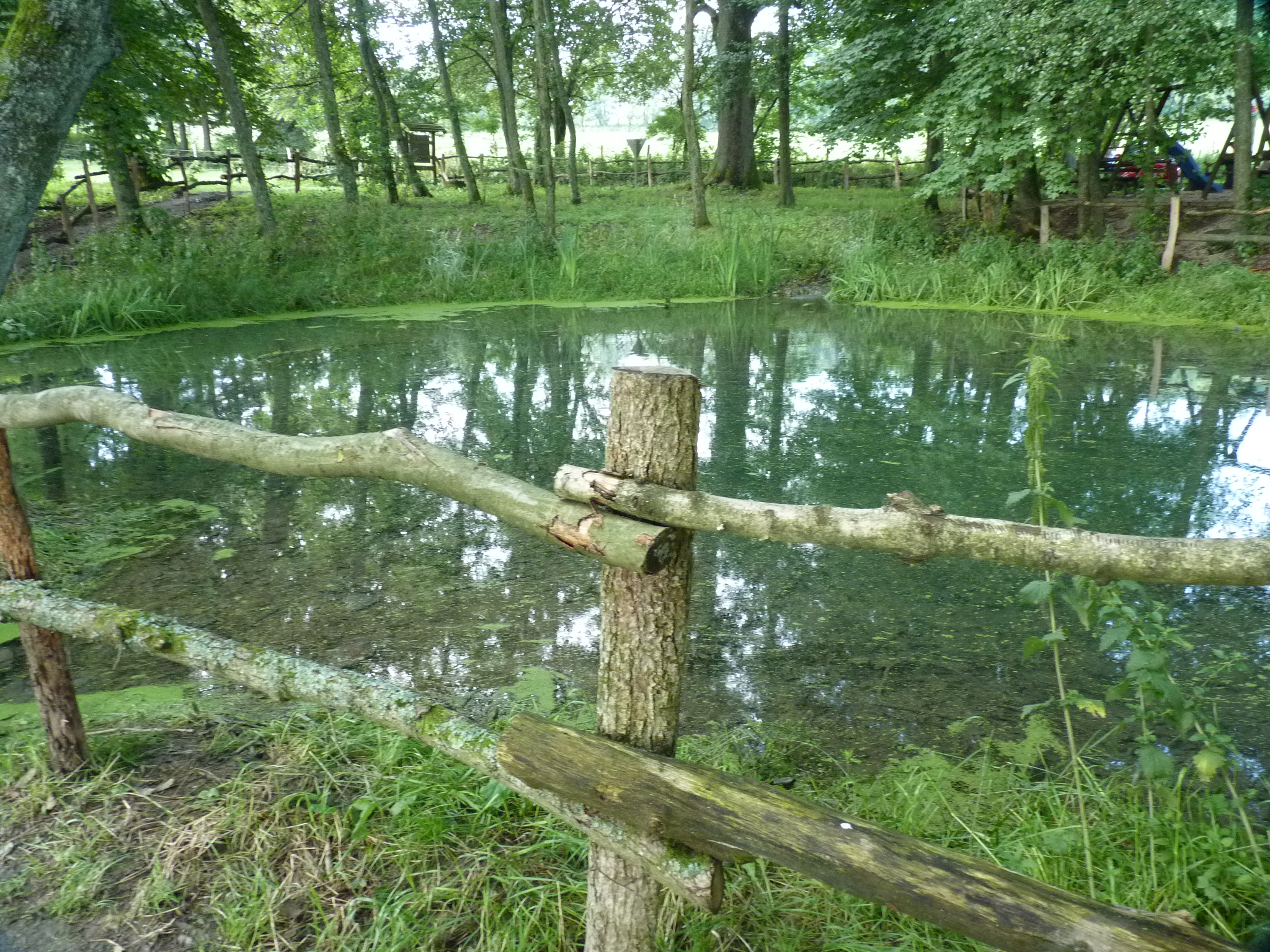
Lahntopf mit leicht bläulicher Färbung des Quellwassers (Juli 2014)

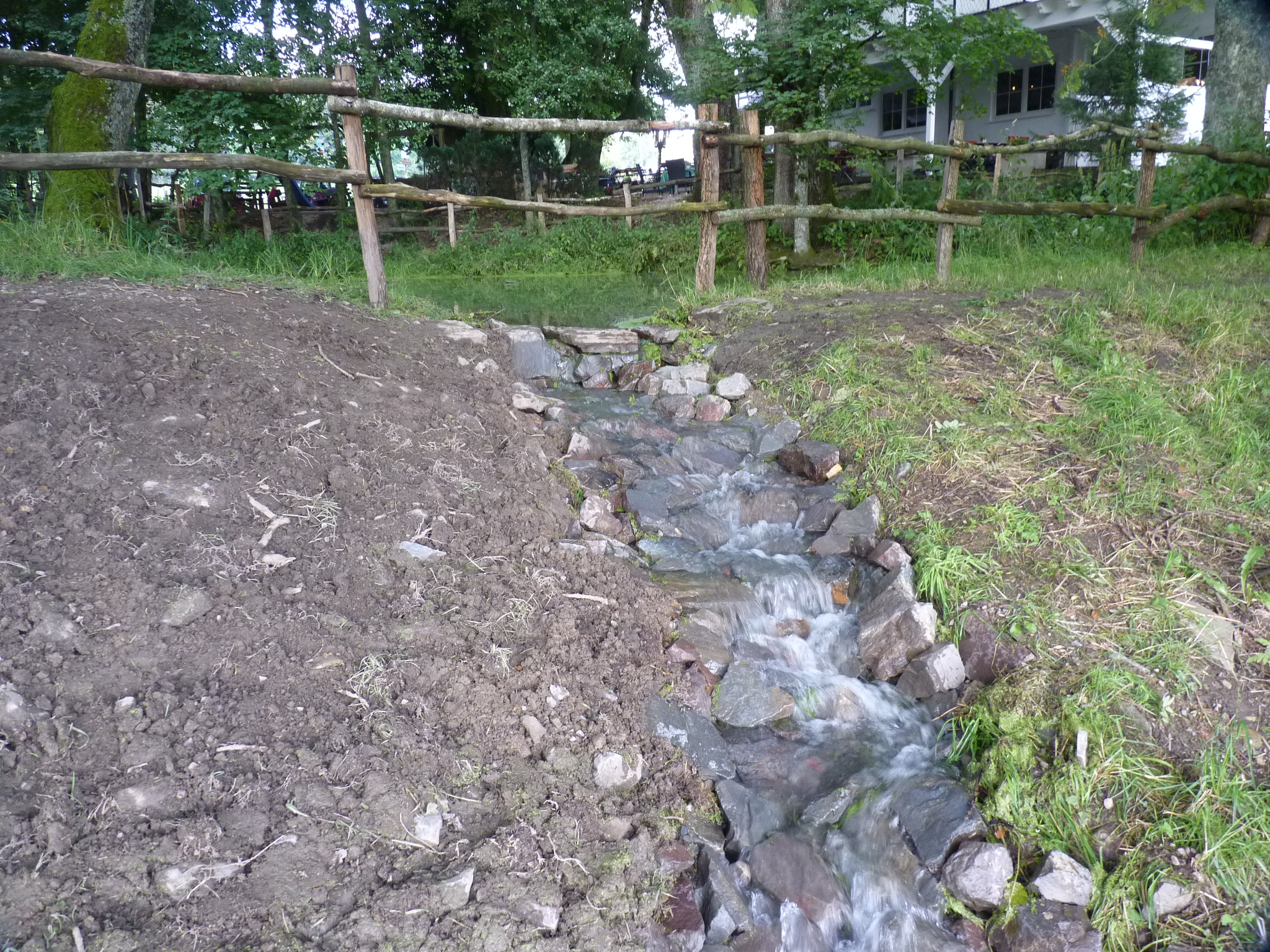
Neu gestalteter Abfluss der Lahnquelle (Juni 2014)

Die Lahnquelle in Lahnhof, einem Ortsteil der Stadt Netphen im nordrhein-westfälischen Kreis Siegen-Wittgenstein, ist die im Rothaargebirge gelegene Quelle des 245,6 km langen Flusses Lahn, der beim rheinland-pfälzischen Niederlahnstein in den Rhein mündet. Ihr Quellteich diente einst als Löschwasserteich und ist auch unter dem Namen Lahntopf bekannt.

## Geographie

### Lage
Die Lahnquelle liegt in Westfalen im historischen Siegerland im Südteil des Rothaargebirges auf dem Haupt-Höhenzug des Naturraums Ederkopf-Lahnkopf-Rücken im Naturpark Sauerland-Rothaargebirge. Sie befindet sich auf etwa 603 m ü. NHN, 480 m südwestlich des 624,9 m hohen Lahnkopfs und 420 m nordöstlich der 640,9 m hoch aufragenden Stiegelburg in Lahnhof, einer lockeren Ansammlung von drei Höfen in einer weniger als einen viertel Quadratkilometer großen, von Wiesen bedeckten Höhenlichtung, die Ortsteil des Stadtteils Nenkersdorf von Netphen ist. 2,2 km südöstlich verläuft die Landesgrenze zum hessischen Lahn-Dill-Kreis.

### Wasserscheiden und Nachbarquellen
Nahe der Lahnquelle zweigt die Wasserscheide zwischen Lahn und Sieg nach Südwesten von der etwa in West-Ost-Richtung verlaufenden großen Rhein-Weser-Wasserscheide ab; nur etwa 3 km nördlich der Quelle liegt die Siegquelle, und die Sieg fließt zunächst nach Südwesten. Zudem entsteht etwa 5,5 km nordnordwestlich der Quelle – jenseits der Sieg – der hydrologische Hauptast Eder des Weser-Quellflusses Fulda, der zuerst nach Nordnordwesten verläuft. Die Lahn selbst fließt auf ihrem ersten Abschnitt zunächst nach Nordosten und setzt dann zu ihrem ersten großen Rechtsbogen an, der sie am Ende von Osten dem Rhein zuführt.

### Naturräumliche Zuordnung
Die Lahnquelle gehört in der naturräumlichen Haupteinheitengruppe Süderbergland (Nr. 33), in der Haupteinheit Rothaargebirge (mit Hochsauerland) (333) und in der Untereinheit Dill-Lahn-Eder-Quellgebiet (333.0) zum Naturraum Ederkopf-Lahnkopf-Rücken (333.01).

## Schutzgebiete
Die Lahnquelle liegt im Landschaftsschutzgebiet Gemeinde Netphen (CDDA-Nr. 555558489; 1985 ausgewiesen; 117,4529 km² groß). Östlich der Quellregion erstreckt sich das Fauna-Flora-Habitat-Gebiet Rothaarkamm und Wiesentäler (FFH-Nr. 5015-301; 34,46 km²).

## Geschichte

### Quelllage
Lange Zeit war unklar, was die eigentliche Lahnquelle ist – der ehemalige Löschwasserteich und jetzige Lahntopf, eine Quelle im Keller des Forsthauses Lahnquelle oder der Börnchen genannte Hausbrunnen des Lahnhofes. Es stellte sich heraus, dass die vermeintliche Quelle im Forsthauskeller lediglich durch ein Drainagerohr mit Grundwasser gespeist wird. Man geht heute davon aus, dass sich der mit dem Lahntopf identifizierte Lahnursprung aus sieben unterirdischen Zuläufen speist. Nicht ganz klar ist dabei, um welchen Quelltyp es sich bei der Quelle handelt. Sie könnte möglicherweise eine Schichtquelle sein.

### Renaturierung 2013
Im Jahre 2013 wurde die Lahnquelle im Zuge des Projekts QuellenReich im Rothaargebirge renaturiert. Den Abfluss aus dem Quelltopf legte man auf einer Länge von 310 m frei, die junge Lahn zieht nunmehr ostwärts bis zum Rand der Lahnhof-Lichtung in offenem, von Zäunen abgesperrtem Graben durch Weideland. Zudem wurde am Weg um den Lahntopf die Brücke über den Abfluss der Quelle (siehe 2. Bild von oben) gegen im Bachbett liegende und als Übergang dienende Trittsteine (siehe unterstes Bild) ausgetauscht.

## Sage vom Riesen
An der Lahnquelle lebten einst Riesen. Die einzigen, die ihnen zu trotzen wagten, waren der Graf von Wittgenstein und seine kleine Tochter. Als sich diese eines Tages am Wasser aufhielt und in Gedanken versunken an ihren in der Ferne weilenden Bruder dachte, nahm sie der böse Riese Geon gefangen. Als der Graf davon erfuhr, ritt er sofort mit einem bewaffneten Tross los, und besiegte Geon in einem langen Kampf. Bis heute lebt Geon als „langer Mann“ im Volksmund fort.

## Verkehr und Wandern
Unmittelbar an der Lahnquelle vorbei führt als Teil der Landesstraße 722 (Lützel–Lahnhof–Hainchen) ein Abschnitt der Eisenstraße des Rothaargebirges, die erst die Eder- und dann die Siegquelle passiert und direkt westlich des Lahntopfs auf 605,6 m Höhe verläuft. Parallel zu dieser Straße führen – auch vorbei an der Quelle – der Rothaarsteig und der Europäische Fernwanderweg E1. Zudem kann man auf einem kurzen Pfad den Lahntopf umrunden. Ansonsten gibt es im Gebiet rund um die Quelle viele Wege (unter anderem zur Stiegelburg, und ins Lahntal hinab), die aber nicht direkt von der Quelle ausgehen, sondern in einigen Hundert Metern Entfernung starten.